# Sally Farmiloe
Sarah "Sally" Farmiloe, née le 14 juillet 1954 au Cap en Afrique du Sud et morte le 28 juillet 2014 (à 60 ans) à Londres, est une actrice britannique.
Elle est surtout connue pour avoir joué dans le soap opera Howards' Way (en) en 1985 et 1986.

## Filmographie

### Cinéma
- 1976 : Spanish Fly : Francesca
- 1987 : Hearts of Fire : HB
- 1991 : Dear Rosie (court-métrage) : Margot
- 1998 : Next Birthday (court-métrage) : Alison
- 2001 : Witness to a Kill : Marsha
- 2015 : The Anglistanis (post-production) : Sidhant's Landlady

### Télévision
- 1970 : Homicide (série TV) : Janet Sullivan (épisode Kill or Be Killed)
- 1970 : Division 4 (série TV) : fille (épisode Fizz)
- 1974 : Steptoe and Son (série TV) : Vicky (épisode Back in Fashion)
- 1977 : Spectre (TV) : quatrième femme de ménage
- 1981 : Bergerac (série TV) : (épisode Relative Values)
- 1985 - 1986 : Howards' Way (série TV) : Dawn (8 épisodes)
- 1987 : The Two Mrs. Grenvilles (TV) : Morocco (non créditée)

## Jeux vidéo
- 1994 : Demolition Man : Sue